# 绒舌马先蒿
绒舌马先蒿（学名：Pedicularis lachnoglossa）是列当科马先蒿属的植物。分布于锡金以及中国大陆的云南、西藏、四川等地，生长于海拔2,500米至5,350米的地区，见于高山草原与疏云杉林中多石之处，目前尚未由人工引种栽培。